# Enrique Boned Guillot
Pour les articles homonymes, voir Kike.
Boned  Guillot est un nom espagnol. Le premier nom de famille, en général paternel, est Boned ; le second, en général maternel, souvent omis, est Guillot.
Enrique Boned Guillot, né le 4 mai 1978 à Valence, est un joueur de futsal international espagnol. Plus connu sous le pseudonyme de Kike, il évolue au poste de meneur/défenseur du milieu des années 1990 à celui des années 2010.
Après être passé par Valencia Vijusa et CLM Talavera, Kike Boned rejoint ElPozo Murcia en 2001 où il évolue durant treize saisons. Il y remporte quatre titres de champion espagnol, trois Coupes d'Espagne, autant de Supercoupes d'Espagne, une Coupe ibérique et une Coupe d'Europe des coupes. Il prend sa retraite des terrains au terme de la saison 2013-2014, sur une finale perdue de championnat.
Sur le plan international, Kike débute à vingt ans en Équipe d'Espagne de futsal FIFA. Il gagne deux Coupes du monde, cinq Championnat d'Europe. Il prend sa retraite internationale fin 2013, en tant que recordman de sélections avec 180 matchs joués.
Kike Boned est élu meilleur joueur du monde en 2009 aux Prix FutsalPlanet, et troisième joueur mondial en 2012. Cette même année, il est meilleur joueur de l'Euro et second de la Coupe du monde. Il est aussi élu trois fois meilleur joueur du Championnat d'Espagne et sept fois meilleur défenseur

## Biographie

### Débuts (1995-2001)
Enrique Boned Guillot, naît à Valence le 4 mai 1978. Il a son premier contact avec le futsal au Colegio Agustinos de Valence et évolue comme gardien de but,. Il passe ensuite rapidement joueur de champ comme meneur de jeu.
Kike Boned fait ses débuts en 1995 en première division avec l'équipe de Valencia Vijusa au Pabellón de San Isidro. Le même jour qu'un examen de philosophie,. À seulement dix-sept ans, il remplace le défenseur Toto contre l'Inter Movistar,. Il continue à Valencia Vijusa et se révèle réellement lors de la saison 1997-1998, au cours de laquelle il est élu révélation du championnat.
Pour la saison 1998-1999, Kike rejoint le CLM Talavera, qui vient de remporter la Coupe d'Europe. Il y évolue jusqu'à la disparition de la formation castillane en 2000. Avec les Talavera, il dispute une finale de Coupe d'Espagne.
À 22 ans, Kike revient au club de Valence. Lors de cette saison, il reçoit le prix du meilleur meneur du championnat LNFS. Il a eu une autre récompense : il était clair qu'on parlait déjà d'un joueur présent en championnat, et Javier Lozano, aujourd'hui président de la LNFS puis entraîneur, a décidé de le convoquer pour la Coupe du monde 2000 au Guatemala. Il a profité de minutes dans un tournoi spécial pour tous les Espagnols, et même notre équipe a remporté la médaille d'or, bien que Kike, en raison d'une blessure, n'ait pu profiter d'aucune minute en finale.
Après une saison à Valence, il s'installe à ElPozo Murcia Turística auquel il lie le reste de sa carrière.

### Titres avec ElPozo Murcia (2001-2014)
Pour la saison 2001-2002, Kike Boned rejoint le ElPozo Murcia, club de haut niveau sur la scène internationale. Dès sa première année, il réussit à être élu meilleur défenseur et joueur de la LNFS.
En 2002-2003, il remporte son premier titre : la Coupe d'Espagne, puis la Coupe d'Europe des vainqueurs de coupe 2003-2004.
Kike est élu comme meilleur joueur du monde en 2009, lors des Prix FutsalPlanet.
En fin de saison 2013-2014, le défenseur espagnol au légendaire numéro 13 surnommé « l’idole intelligente » met un terme à sa carrière à 36 ans après la défaite en finale de Liga contre l'Interviú Madrid. Kike totalise 567 matchs avec ElPozo Murcia.
Enrique est le seul membre de l'histoire du club murcien dont le numéro de maillot est retiré et accroché au plafond du Palacio de los Deportes de Murcie en hommage,.

### En équipe nationale
Kike fait ses débuts avec l’équipe d’Espagne de futsal fin janvier 1998 contre l'équipe universitaire portugaise. À Porto, il prend part à la victoire 1-5 sur le Portugal dans cette rencontre universitaire, aux côtés d'une autre future légende du futsal espagnol, Luis Amado.
En novembre 2000, Kike est sélectionné par Javier Lozano pour sa première compétition internationale : la Coupe du monde 2000. À 22 ans, Kike bénéficie de quelques minutes de jeu mais ne prend pas part à la victoire en finale contre le Brésil, en raison d'une blessure. L'Espagne devient la première nation à mettre fin à l’hégémonie brésilienne.
En 2001, il remporte son premier championnat d'Europe et le tournoi FIFA de Singapour avec l'équipe nationale.
En 2004, Kike remporte sa seconde Coupe du monde consécutive. Il tient un rôle important dans ce succès.
Le 18 février 2007, Kike Boned connaît sa centième sélection en match amical à Logroño contre le Paraguay (5-0).
En 2012, quatorze ans après les débuts de Kike avec l'Espagne, la Roja aborde la phase finale du Championnat d'Europe en étant invaincue sur 40 minutes depuis plus de six ans. Kike aide son pays à remporter son cinquième Euro.
En fin d'année, Kike enchaîne avec la Coupe du monde 2012, perdue en finale 3-2 contre le Brésil. Le capitaine espagnol dispute sa quatrième finale mondiale consécutive, un record. Kike Boned est élu second meilleur joueur de la compétition, à 34 ans. Il décide alors une première fois de prendre sa retraite internationale et compte 170 sélections,.
En novembre 2013, Kike dispute sa 180e et dernière sélection,,,. Capitaine de l'équipe nationale espagnole, Kike gagne deux Coupes du monde de la FIFA et cinq Championnats d'Europe de l'UEFA,. Il est alors le joueur à avoir porté le maillot de l'équipe nationale espagnole le plus de fois, battu ensuite par Carlos Ortiz.

### Reconversion
Après s'être retiré des terrains, Kike devient directeur sportif du Olimpic Club,.
L'écrivain Manuel Tallón écrit sa biographie « Kike Boned, el ídolo inteligente » parue en 2014.
En septembre 2018, quatre ans après sa retraite, Kike revient à l'ElPozo Murcie Fútbol Sala en tant que vice-président exécutif,.
Après avoir reçu la distinction municipale de fils adoptif de la ville de Molina de Segura en 2014, son nom est donné à la salle de la ville en juillet 2021.

## Style de jeu
Son jeu de passes, son toucher de balle, sa science du positionnement font de Kike un joueur clé sur plus d'une décennie. C'est également un joueur qui a eu une influence sur la tactique de son équipe, mais aussi sur son mental par ses qualités de leader.

## Statistiques

### Par saison
| Saison                | Club                  | Championnat           | Championnat | Championnat | Coupe(s) nationale(s) | Coupe(s) nationale(s) | Supercoupe | Supercoupe | Compétition(s) continentale(s) | Compétition(s) continentale(s) | Compétition(s) continentale(s) | Coupe du Roi | Coupe du Roi | Coupe intercontinentale | Coupe intercontinentale | Espagne | Espagne | Total | Total |
| Saison                | Club                  | Division              | M.          | B.          | M.                    | B.                    | M.         | B.         | Comp.                          | M.                             | B.                             | M.           | B.           | M.                      | B.                      | M.      | B.      | M.    | B.    |
| 1995-1996             | Valencia Vijusa       | D1                    | -           | -           | -                     | -                     | -          | -          | -                              | -                              | -                              | -            | -            | -                       | -                       | -       | -       | 0     | 0     |
| 1996-1997             | Yumas Valencia        | D1                    | -           | -           | -                     | -                     | -          | -          | -                              | -                              | -                              | -            | -            | -                       | -                       | -       | -       | 0     | 0     |
| 1997-1998             | Yumas Valencia        | D1                    | -           | -           | -                     | -                     | -          | -          | -                              | -                              | -                              | -            | -            | -                       | -                       | -       | -       | 0     | 0     |
| Sous-total            | Sous-total            | Sous-total            | -           | -           | -                     | -                     | -          | -          | -                              | -                              | -                              | -            | -            | -                       | -                       | -       | -       | 0     | 0     |
| 1998-1999             | CLM Talavera          | D1                    | -           | -           | -                     | -                     | -          | -          | -                              | -                              | -                              | -            | -            | -                       | -                       | -       | -       | 0     | 0     |
| 1999-2000             | CLM Talavera          | D1                    | -           | -           | -                     | -                     | -          | -          | -                              | -                              | -                              | -            | -            | -                       | -                       | -       | -       | 0     | 0     |
| Sous-total            | Sous-total            | Sous-total            | -           | -           | -                     | -                     | -          | -          | -                              | -                              | -                              | -            | -            | -                       | -                       | -       | -       | 0     | 0     |
| 2000-2001             | Valencia Vijusa       | D1                    | -           | -           | -                     | -                     | -          | -          | -                              | -                              | -                              | -            | -            | -                       | -                       | -       | -       | 0     | 0     |
| 2001-2002             | ElPozo Murcie         | D1                    | -           | -           | -                     | -                     | -          | -          | -                              | -                              | -                              | -            | -            | -                       | -                       | -       | -       | 0     | 0     |
| 2002-2003             | ElPozo Murcie         | D1                    | -           | -           | -                     | -                     | -          | -          | -                              | -                              | -                              | -            | -            | -                       | -                       | -       | -       | 0     | 0     |
| 2003-2004             | ElPozo Murcie         | D1                    | -           | -           | -                     | -                     | -          | -          | C2                             | 1                              | -                              | -            | -            | -                       | -                       | -       | -       | 1     | 0     |
| 2004-2005             | ElPozo Murcie         | D1                    | -           | -           | -                     | -                     | -          | -          | -                              | -                              | -                              | -            | -            | -                       | -                       | -       | -       | 0     | 0     |
| 2005-2006             | ElPozo Murcie         | D1                    | -           | -           | -                     | -                     | -          | -          | -                              | -                              | -                              | -            | -            | -                       | -                       | -       | -       | 0     | 0     |
| 2006-2007             | ElPozo Murcie         | D1                    | -           | -           | -                     | -                     | -          | -          | C1                             | -                              | -                              | -            | -            | -                       | -                       | -       | -       | 0     | 0     |
| 2007-2008             | ElPozo Murcie         | D1                    | -           | -           | -                     | -                     | -          | -          | C1                             | -                              | -                              | -            | -            | -                       | -                       | -       | -       | 0     | 0     |
| 2008-2009             | ElPozo Murcie         | D1                    | -           | -           | -                     | -                     | -          | -          | -                              | -                              | -                              | -            | -            | -                       | -                       | -       | -       | 0     | 0     |
| 2009-2010             | ElPozo Murcie         | D1                    | -           | -           | -                     | -                     | -          | -          | -                              | -                              | -                              | -            | -            | -                       | -                       | -       | -       | 0     | 0     |
| 2010-2011             | ElPozo Murcie         | D1                    | -           | -           | -                     | -                     | -          | -          | -                              | -                              | -                              | -            | -            | -                       | -                       | -       | -       | 0     | 0     |
| 2011-2012             | ElPozo Murcie         | D1                    | 39          | 16          | 1                     | -                     | 1          | -          | -                              | -                              | -                              | 6            | 3            | -                       | -                       | -       | -       | 47    | 19    |
| 2012-2013             | ElPozo Murcie         | D1                    | 32          | 6           | 3                     | 1                     | 2          | 1          | C1                             | 3                              | -                              | 4            | 2            | 3                       | -                       | -       | -       | 47    | 10    |
| 2013-2014             | ElPozo Murcie         | D1                    | 30          | 10          | 3                     | -                     | 2          | -          | -                              | -                              | -                              | 5            | 1            | -                       | -                       | -       | -       | 40    | 11    |
| Sous-total            | Sous-total            | Sous-total            | 101         | 32          | 7                     | 1                     | 5          | 1          | -                              | 9                              | 2                              | 15           | 6            | 3                       | -                       | 180     | +63     | 320   | 105   |
| Total sur la carrière | Total sur la carrière | Total sur la carrière | 101         | 32          | 7                     | 1                     | 5          | 1          | -                              | 9                              | 2                              | 15           | 6            | 3                       | -                       | 180     | +63     | 320   | 105   |

### En compétition internationale
| Compétition         | Matchs | Buts |
| ------------------- | ------ | ---- |
| Coupe du monde 2012 | 6      | 1    |
| Euro 2012           | 5      | 0    |
| Euro 2010           | 4      | 1    |
| Coupe du monde 2008 | 1      | 0    |
| Euro 2007           | 3      | 1    |
| Euro 2005           | 2      | 1    |
| Coupe du monde 2004 | 1      | 1    |
| Euro 2003           | 4      | 2    |
| Euro 2001           | 4      | 2    |
| Coupe du monde 2000 |        |      |

## Palmarès

### En équipe nationale
Kike est cinq fois champion d'Europe avec l'Espagne, en 2001, 2005, 2007, 2010 et 2012, et double champion du monde en 2000 et 2004, avec deux défaites lors des deux finales suivantes.
- Coupe du monde FIFA (2)
  - Champion : 2000 et 2004
  - Finaliste : 2008 et 2012

- Championnat d'Europe UEFA (5)
  - Champion :2001, 2005, 2007, 2010 et 2012
  - Finaliste : 1999
  - Troisième : 2003

### En club
Entre 2001 et 2014 au Murcia FS, Kike remporte notamment quatre titres de champion d'Espagne (05/06, 06/07, 08/09, 09/10), trois Coupes espagnoles (2003, 2008, 2010) et participe à la finale de la Coupe UEFA 2007-2008,. Il remporte aussi trois Supercoupes d'Espagne (2006, 2010, 2012), une Coupe d'Europe des vainqueurs de coupe (2003) et une Coupe ibérique (2007).
| International | National |
| --- | --- |
| - Coupe de l'UEFA - Finaliste : 2008 (Murcie) - Troisième : 2007 (Murcie) - Coupe d'Europe des vainqueurs de coupe (1) - Vainqueur : 2004 (Murcie) - Coupe ibérique (1) - Vainqueur : 2007 (Murcie) | - Championnat d'Espagne (4) - Champion : 2005-06, 2006-07, 2008-09 et 2009-10 (Murcie) - Vice-champion : 2003, 2004, 2005, 2008 et 2014 (Murcie) - Coupe d'Espagne (2) - Vainqueur : 2003, 2008 et 2010 (Murcie) - Finaliste : 2000 (Talavera), 2002, 2007, 2009, 2011, 2013 et 2014 (Murcie) - Supercoupe d'Espagne (3) - Vainqueur : 2006, 2009 et 2012 (Murcie) - Finaliste : 2003, 2007 et 2013 (Murcie) - Coupe du Roi - Finaliste : 2012, 2013 et 2014 (Murcie) |

### Récompenses individuelles
Kike est élu comme meilleur joueur du monde en 2009, lors des Prix FutsalPlanet et meilleur joueur de l'Euro 2012. En fin d'année, il est aussi Ballon d'argent de la Coupe du monde 2012.
Au niveau national, il est élu trois fois meilleur joueur de la LNFS (01/02, 05/06, 06/07) et sept fois meilleur défenseur de la LNFS (00/01, 01/02, 05/06, 06/07, 08/ 09, 09/10, 12/13). En août 2019, Kike est élu dans l'équipe-type des 30 ans de la LNFS en tant que défenseur, aux côtés de Javi Rodríguez, Paulo Roberto, Luis Amado et Ricardinho. Il devance son compatriote Carlos Ortiz, le brésilien Schumacher, et les espagnols Julio García Mera et Jordi Torras.
En 2013, il reçoit la médaille d'or de l'Ordre royal du mérite sportif par le Conseil supérieur des sports d'Espagne, la plus haute distinction qu'un athlète puisse obtenir en Espagne.
- Prix FutsalPlanet (1)
  - Meilleur joueur du monde : 2009
  - 3e meilleur joueur du monde : 2012
- Championnat d'Europe (1)
  - Meilleur joueur : 2012
- Coupe du monde
  - 2e meilleur joueur du monde : 2012

- Championnat d'Espagne (3)
  - Meilleur joueur : 2001-02, 2005-06 et 2006-07
  - Meilleur défenseur : 2000-01, 2001-02, 2005-06, 2006-07, 2008-09, 2009-10 et 2012-13 et 2012-13

## Ouvrage
- (es) Manuel G. Tallón, Kike Boned El Ídolo Inteligente : El Pozo Murcia y su capitán : historia viva y leyenda del fútbol sala, M. Tallón, 7 avril 2014, 224 p. (ISBN 9788494217715)